# 350.org

350.org är en miljöorganisation som skapades 2008 i USA som en reaktion på klimatförändringen. Organisationen beskriver sig som en gräsrotsrörelse med syftet att kräva ansvar av politiska ledare att agera och skapa en bättre framtid. 350.org har sedan starten vuxit till ett globalt nätverk som finns i fler än 188 länder.

## Bakgrund
350.org startades av studenter i USA tillsammans med journalisten och författaren Bill McKibben. Namnet togs på grund av en forskningsrapport av James Hansen där han pekar på att en koldioxidhalt på 350 ppm (miljondelar) är en acceptabel och "säker" nivå för att undvika drastiska förändringar i livet på jorden på grund av klimatförändringen. Den förindustriella halten var omkring 275 ppm. Andra forskare menar att koldioxidhalten måste stabiliseras kring 450 ppm för att undvika de värsta konsekvenserna av klimatförändringen. I maj 2013 noterades för första gången halter på över 400 ppm koldioxid på mätstationen vid Mauna Loa på Hawaii och det antas vara den högsta halten på 3 miljoner år.

## Arbete och mål
Sedan starten har 350.org drivit flera internationella aktioner och mobiliseringar för klimatet. 
Organisationen räknar upp tre tydliga mål med sitt arbete:
- Lämna kolet i marken: För att minska koldioxidutsläppen arbetar organisationen för att utvinningen av fossila bränslen ska begränsas. Detta görs framförallt genom att ifrågasätta fossilindustrins makt inom politiken.
- Skapa en ny och kol-lågintensiv ekonomi: Organisationen förespråkar investeringar i småskaliga hållbara lösningar och i samhällen som är särskilt utsatta för klimatförändringens effekter.
- Pressa regeringar att minska koldioxidutsläppen: Detta genomförs genom lokala och nationella kampanjer.

## Fossil Free

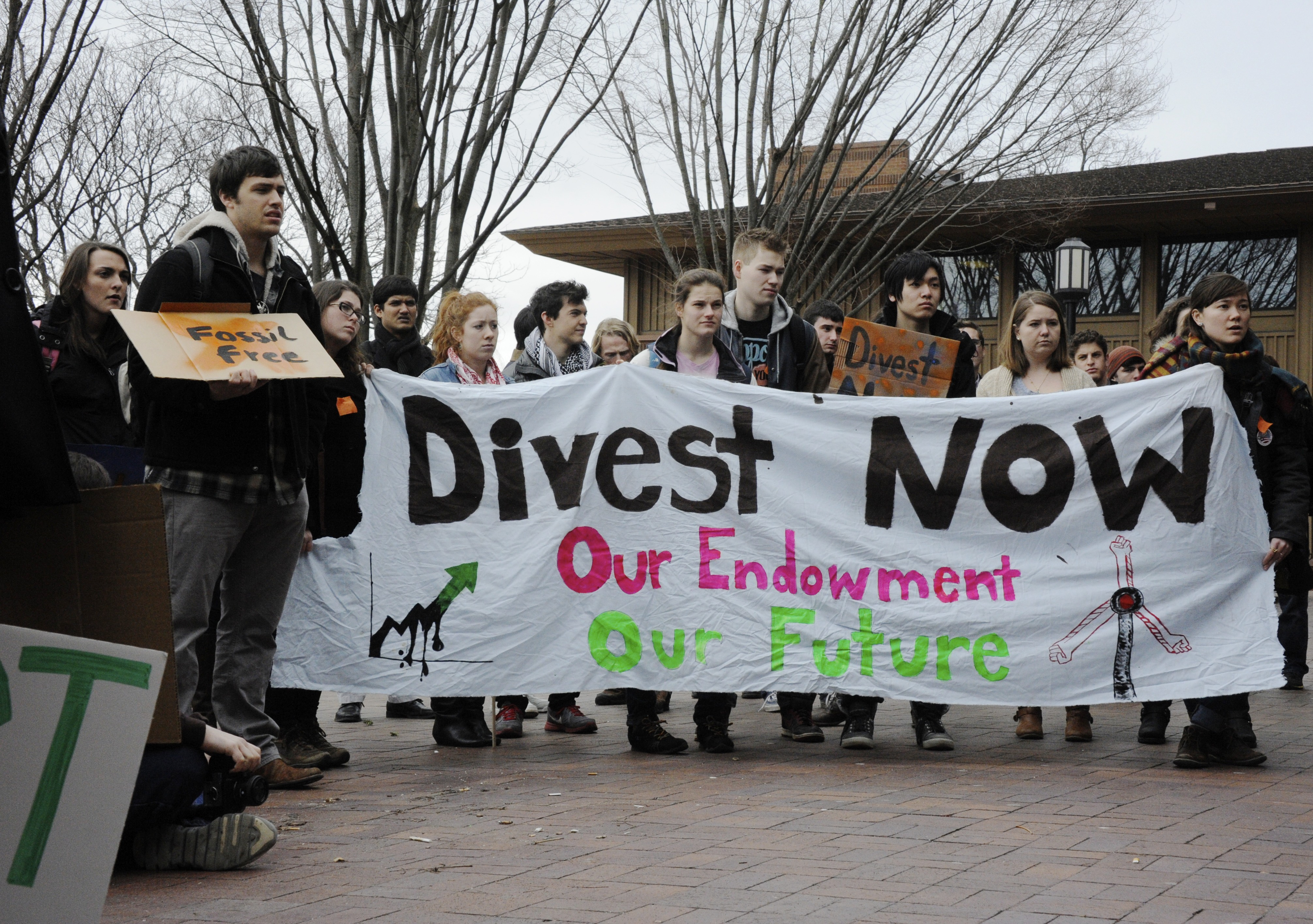
Studenter vid ett universitet i USA demonstrerar för divestering.

Fossil Free är ett projekt startat av 350.org och är ett internationellt nätverk av kampanjer som jobbar för att begränsa fossilindustrins ekonomiska betydelse. Tanken är att utbildningsinstitutioner, religiösa institutioner, regeringar och andra organisationer ska avsluta sina investeringar (divestera) i företag med verksamhet inom olja, kol och naturgas, och istället styra den mot förnybar energi. Fossilbolag ses som en omoralisk investering precis som vapen eller tobak och bör alltså bekämpas genom bojkott på liknande sätt som apartheid i Sydafrika under 1980-talet. Den första kampanjen drogs igång på Swarthmore College i USA år 2011 och spreds under 2013 till Europa och Australien.
I Sverige har Fossil Free samordnat kampanjer på främst universitet och högskolor och kommuner där studenter och medborgare har krävt att lån och fondsparande hos företag inom fossilindustrin ska avslutas, samt att placeringen av pengar ska redovisas i högre grad. I Sverige har kampanjen funnits sedan 2013 då en grupp startade vid Lunds universitet. Sedan dess har Chalmers tekniska högskola beslutat att divestera (januari 2015) och Lunds universitet har påbörjat en övergång där fossila bränslen ska "minimeras eller helt exkluderas". Även Uppsala och Örebro kommun har börjat utreda möjligheten att divestera. Globalt har kampanjen lett till flera liknande beslut, till exempel har centralkommittén för Kyrkornas världsråd, omkring 30 städer och 40 trossamfund i USA och Kanada, och 13 college och universitet i USA beslutat att avsluta sina investeringar i fossila bränslen. Swarthmore college, där den första kampanjen drogs igång, hör inte dit.